# Togan Gökbakar
Togan Gökbakar (né le 29 mai 1984 à Izmir) est un réalisateur turc connu pour la série de films Recep İvedik.

## Biographie
Togan Gökbakar étudie à la faculté de cinéma et de télévision de l'université Bilgi d'Istanbul. Son court métrage de fin d'études de 2004 Cours, papa, cours est projeté au Festival !f du film d'Istanbul et au Festival international du film d'Adana où il gagne un prix dans la catégorie étudiant.
Son premier long-métrage est le film d'horreur turc de 2006 Gen (en) d'après une idée d'histoire d'Alper Mestçi et de son frère aîné Şahan Gökbakar, qui fait également un caméo dans le film. Il réalise ensuite une série de comédies à succès avec son frère, débutant avec Recep İvedik (en) en 2008.